# 柏氏尖條鰍
柏氏尖條鰍（學名：Oxynoemacheilus bureschi），為輻鰭魚綱鯉形目條鰍科尖條鰍屬的其中一種。分布於歐洲保加利亞、北馬其頓、希臘及塞爾維亞淡水流域，本魚體延長呈圓柱形，口亞下位，具觸鬚3對，側線明顯，體色以黃褐色為底，頭部及身體具深色的蟲紋，魚鰭紅褐色，具深色斑紋，體長可達6.6公分，棲息在礫石底質、水流湍急的溪流底層水域，夜行性，以底棲無脊椎動物為食，特別是蠕蟲和昆蟲幼蟲，繁殖季節從5月持續到7月。

## 扩展阅读
維基物種上的相關：柏氏尖條鰍